# Elijah Seymour
Elijah Gregory Seymour (ur. 5 listopada 1998 w George Town) – kajmański piłkarz angielskiego pochodzenia grający na pozycji napastnika w klubie Electric City FC.

## Kariera reprezentacyjna
| Mecze i gole w reprezentacji | Mecze i gole w reprezentacji | Mecze i gole w reprezentacji | Mecze i gole w reprezentacji         | Mecze i gole w reprezentacji         | Mecze i gole w reprezentacji | Mecze i gole w reprezentacji | Mecze i gole w reprezentacji |
| Kajmany                      | Kajmany                      | Kajmany                      | Kajmany                              | Kajmany                              | Kajmany                      | Kajmany                      | Kajmany                      |
| Lp.                          | Data                         | Miejsce                      | Gospodarz                            | Gość                                 | Wynik                        | Gol                          | Rozgrywki                    |
| ---------------------------- | ---------------------------- | ---------------------------- | ------------------------------------ | ------------------------------------ | ---------------------------- | ---------------------------- | ---------------------------- |
| 1.                           | 31.05.2019                   | George Town                  | Kajmany                              | Kuba                                 | 0:1                          |                              | Mecz towarzyski              |
| 2.                           | 03.06.2022                   | Road Town                    | Brytyjskie Wyspy Dziewicze           | Kajmany                              | 1:1                          |                              | L. N. CONCACAF 2022/2023     |
| 3.                           | 07.06.2022                   | George Town                  | Kajmany                              | Brytyjskie Wyspy Dziewicze           | 1:1                          |                              | L. N. CONCACAF 2022/2023     |
| 4.                           | 10.06.2022                   | George Town                  | Kajmany                              | Portoryko                            | 0:3                          |                              | L. N. CONCACAF 2022/2023     |
| 5.                           | 27.03.2023                   | Bayamón                      | Portoryko                            | Kajmany                              | 5:1                          |                              | L. N. CONCACAF 2022/2023     |
| 6.                           | 08.09.2023                   | Upper Bethlehem              | Wyspy Dziewicze Stanów Zjednoczonych | Kajmany                              | 2:2                          |                              | L. N. CONCACAF 2023/2024     |
| 7.                           | 11.09.2023                   | George Town                  | Kajmany                              | Aruba                                | 1:2                          |                              | L. N. CONCACAF 2023/2024     |
| 8.                           | 17.10.2023                   | George Town                  | Kajmany                              | Wyspy Dziewicze Stanów Zjednoczonych | 2:1                          | Gol                          | L. N. CONCACAF 2023/2024     |